# 18. pařížský obvod
18. pařížský obvod (francouzsky: 18e arrondissement de Paris) též nazývaný obvod Kopec Montmartre (Arrondissement de la Butte-Montmartre) je městský obvod v Paříži. Tento obvod byl v minulosti spjatý s mnoha umělci a dnes je hojně navštěvován turisty, především zdejší dominanta – Bazilika Sacré-Cœur. V 18. obvodu se dochovala jediná vinice v Paříži, další zvláštností je zdejší lanovka a autobusová linka Montmartrobus. Podstatnou část dnešního obvodu tvoří dříve samostatné obce Montmartre, La Chapelle a Clignancourt, které byly v roce 1860 začleněny do Paříže.

## Poloha
18. obvod leží na pravém břehu řeky Seiny. Na jihu hraničí jednak s 9. obvodem (jejich hranici tvoří Boulevard de Clichy) a s 10. obvodem (Boulevard de la Chapelle), na západě jej odděluje od 17. obvodu Avenue de Saint-Ouen, na severu tvoří boulevard périphérique hranici s předměstími Saint-Ouen, Saint-Denis a Aubervilliers a na východě je hranicí s 19. obvodem ulice Rue d'Aubervilliers.

## Demografie
V roce 2007 v obvodu žilo 191 523 obyvatel, čímž je po 15. a 20. obvodu třetím nejlidnatějším v Paříži. Hustota zalidnění činila 31 867 obyvatel na km2. V roce 1999 měl obvod 184 586 obyvatel, což představovalo 8,5 % pařížské populace.

## Politika a správa
Radnice 18. obvodu se nachází na náměstí Place Jules Joffrin č. 1. Současným starostou je (od roku 1995, s přestávkou v letech 2001–2003) Daniel Vaillant za Socialistickou stranu.

## Městské čtvrti
Tento obvod se dělí na následující administrativní celky:
- Quartier des Grandes-Carrières
- Quartier de Clignancourt
- Quartier de la Goutte-d'Or
- Quartier de la Chapelle

Podle oficiálního číslování pařížských městských čtvrtí mají tyto čtvrtě čísla 69–72.

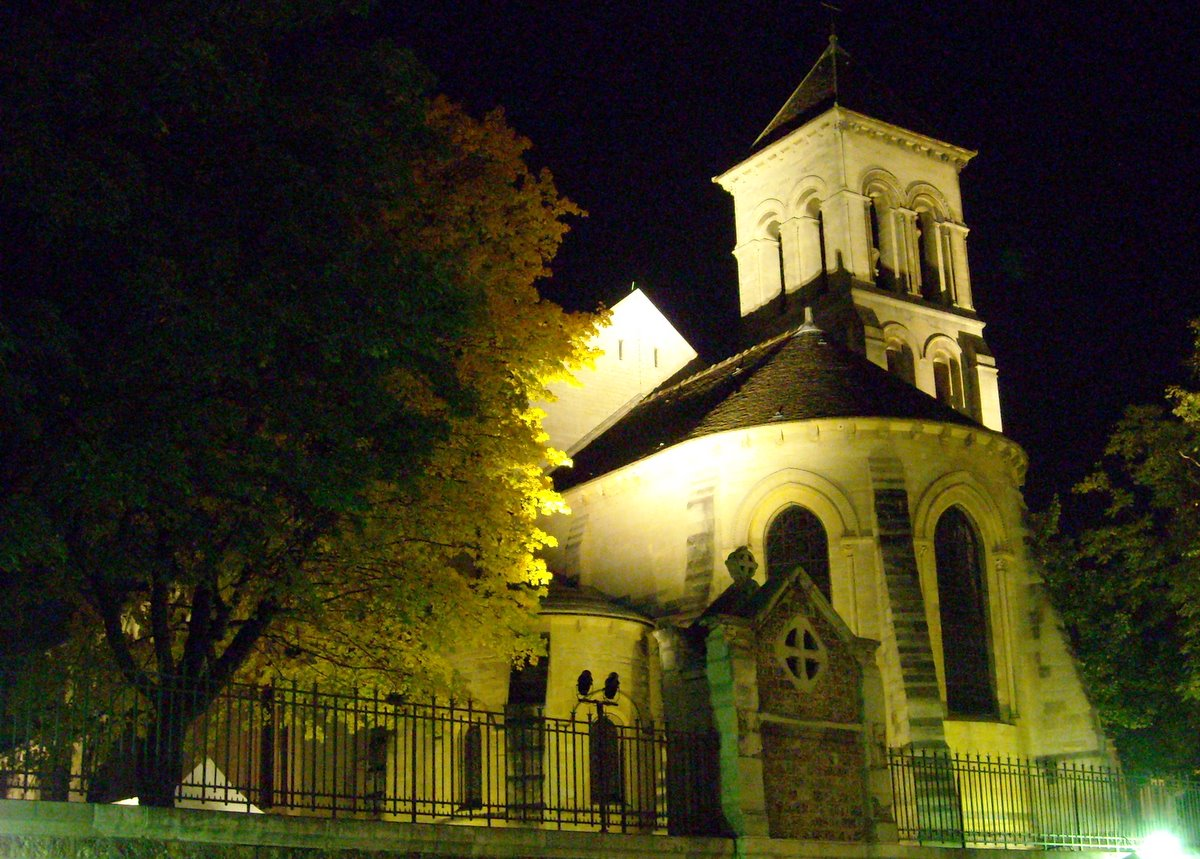
Saint-Pierre de Montmartre

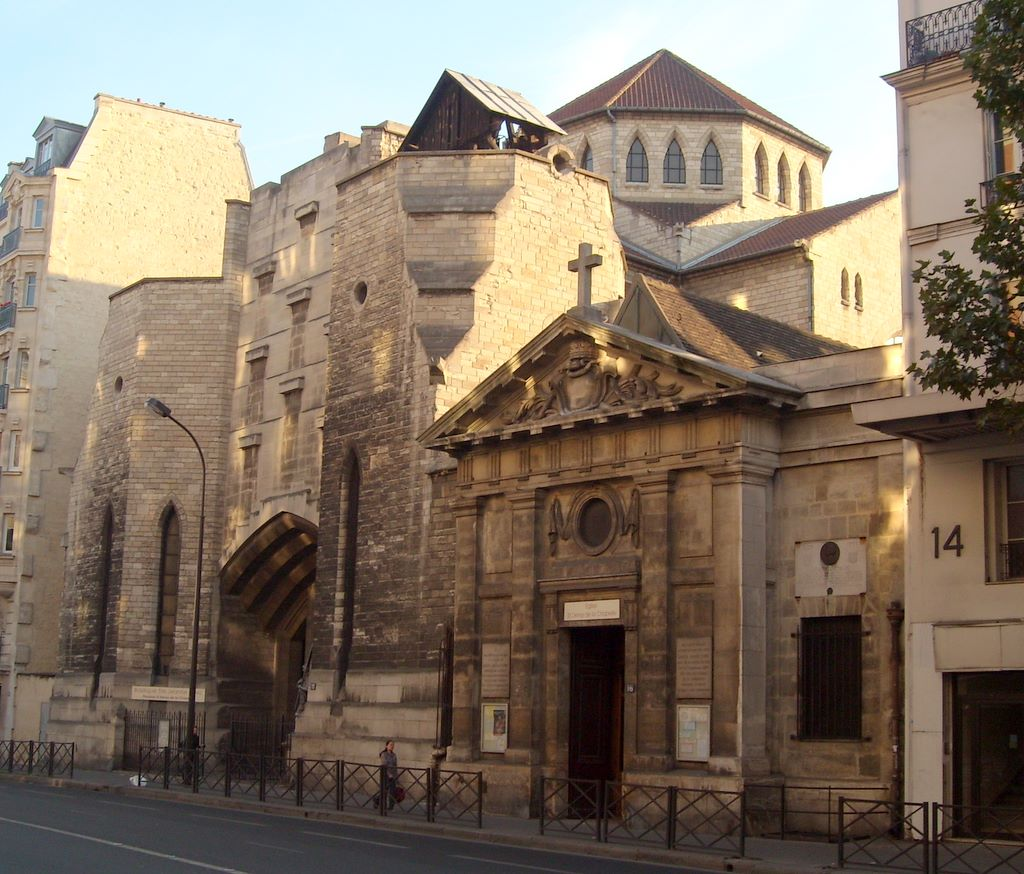
Saint-Denys de la Chapelle

## Pamětihodnosti
Církevní stavby:
- Bazilika Sacré-Cœur
- Kostel Saint-Pierre de Montmartre
- Kostel Saint-Jean de Montmartre – neogotický kostel vystavěný v letech 1894–1904
- Kostel Saint-Bernard de la Chapelle – neogotický kostel z 19. století
- Kostel Notre-Dame de Clignancourt – kostel z let 1859–1863
- Kostel Saint-Denys de la Chapelle – raně gotická kaple dokončená v roce 1204, která je začleněná do baziliky Sainte-Jeanne-d’Arc vystavěné v novorománském slohu v letech 1930–1964
- Kostel Notre-Dame-du-Bon-Conseil – neogotický kostel z roku 1898
- Kostel Sainte-Hélène – kostel postavený v letech 1933–1934
- Kostel Sainte-Geneviève des Grandes Carrières – kostel z let 1888–1911

Kromě katolických kostelů se v obvodu nachází též kostel Saint-Sava srbské ortodoxní církve a dvě mešity.
Ostatní zajímavosti:
- Moulin Rouge
- Lapin Agile
- Moulin de la Galette – původní větrný mlýn, v 19. století sloužil jako kabaret, dnes je historickou památkou a nachází se na soukromém pozemku, veřejnosti je nepřístupný

Muzea a kulturní instituce:
- Muzeum erotiky
- Dům Tristana Tzary – dům malíře Tristana Tzary
- Musée d'Art Naïf – Muzeum naivního umění
- Espace Dalí – Muzeum Salvadora Dalího

Zajímavá prostranství:
- Place du Tertre – náměstí nedaleko Sacré-Cœur je plné turistů a pouličních malířů
- náměstí Pigalle
- Hřbitov Montmartre
- Vinice na Montmartru

## 18. obvod v kultuře
Život na Montmartru koncem 19. století byl zachycen na obrazech malířů, kteří zde žili, např. Toulouse-Lotrec nebo Edgar Degas. Ulice a budovy 18. obvodu se také objevily v mnoha filmech. K nejznámějším patří Prohnilí (Les Ripoux) z roku 1984 a jeho pokračování Prohnilí proti prohnilým (Ripoux contre ripoux) z roku 1990 s Philippem Noiretem a Thierrym Lhermittem v hlavních rolích. A také film Amélie z Montmartru. Ve filmu Paříži, miluji tě je 18. obvodu věnována první povídka Montmartre, kterou režíroval Bruno Podalydès.